# Aegisuchus
Aegisuchus es un género extinto de crocodiliforme eusuquio gigante de cabeza aplanada, miembro de la familia Aegyptosuchidae. Vivió en lo que ahora es Marruecos durante la edad del Cenomaniense (inicio del Cretácico Superior). La especie tipo Aegisuchus witmeri fue nombrada en 2012 por los paleontólogos Casey Holliday y Nicholas Gardner, quienes lo apodaron «cocodrilo escudo» por la forma de escudo de su cráneo. A. witmeri es conocido a partir de un único resto parcial del cráneo, procedente de la Formación Kem Kem, en el sureste de Marruecos.

## Descripción

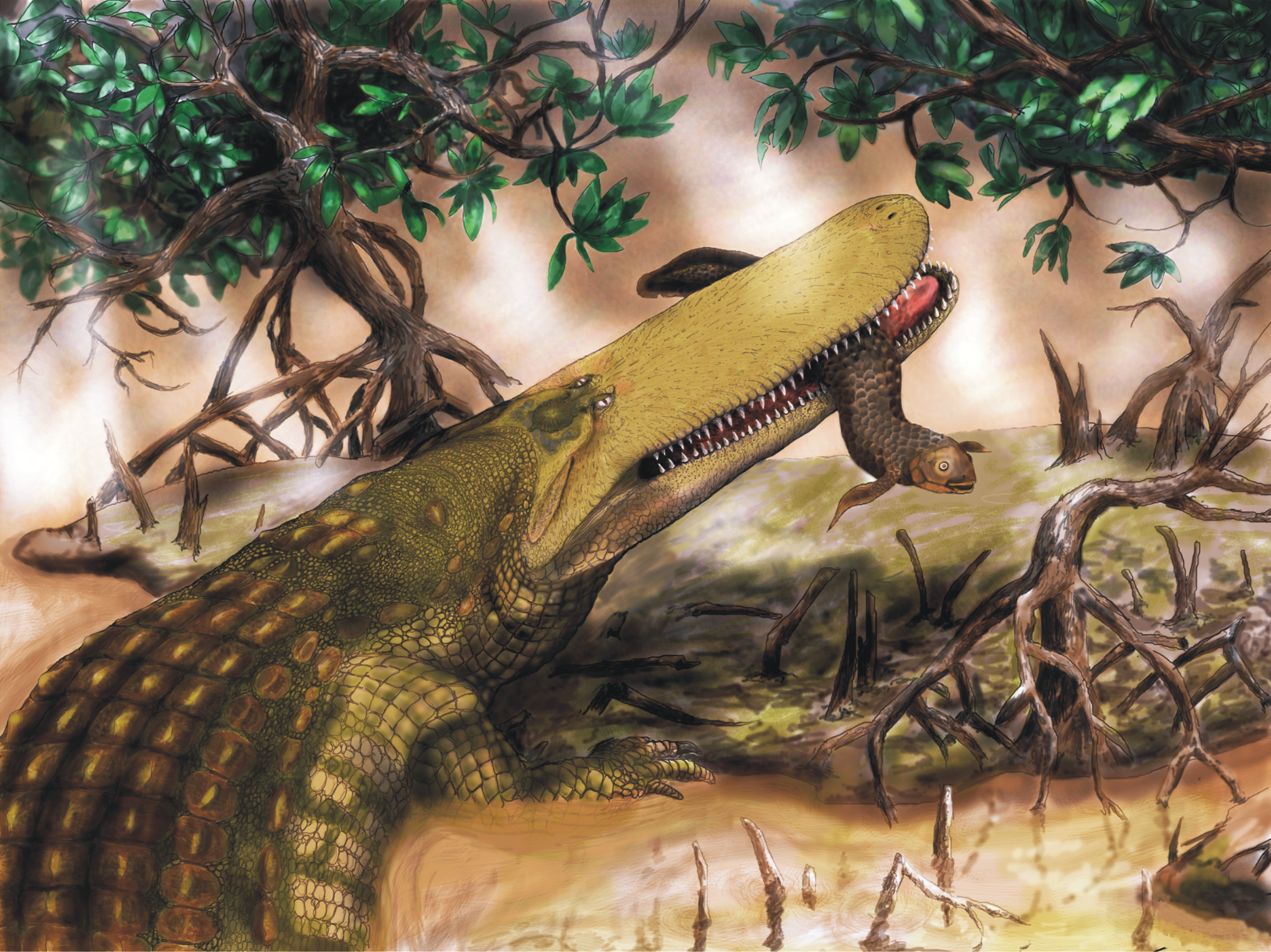
Reconstrucción

Aegisuchus es conocido únicamente a partir de un resto parcial del neurocráneo, que conserva la bóveda craneana y las regiones parietal y occipital, catalogado como ROM 54530. Está diagnosticado por varias autapomorfias, o características únicas. Sobre el hueso parietal, en el centro de la parte superior plana del cráneo, se erige una protuberancia circular de superficie rugosa, rodeada por una fosa somera. A ambos lados de esta protuberancia hay sendos orificios (fenestras dorsotemporales), y el hueso circundante es relativamente liso. El hueso cuadrado, en la región temporal del cráneo, tiene una proyección rectangular (tubérculo aductor), el cual servía como zona de inserción para los músculos que cerraban la mandíbula. En el frente del cráneo sobresalen a cada lado los procesos capitados, unas proyecciones óseas sobre los huesos lateroesfenoides. Esta característica también se aprecia en los cráneos de los actuales gaviales, pero se desarrollaron independientemente en ambos grupos. También en la superficie frontal hay fenestras dorsotemporales, dos orificios que atraviesan el cráneo y se abren en la superficie del mismo. Sobre la superficie frontal se presenta un borde óseo o torus en el margen lateral de cada fenestra. La parte posterior del cráneo es ancha, con grandes proyecciones sobre los huesos exoccipitales que pudieron haber sostenido grandes músculos epaxiales en la parte superior del cuello.

### Tamaño
El neurocráneo de Aegisuchus, de 40 centímetros cúbicos, posee un volumen mucho mayor que el de cualquier otro crocodiliforme. Basándose en la proporción del neurocráneo sobre la longitud total del cráneo en otros crocodilianos, se estima que la longitud total del cráneo de Aegisuchus pudo ser entre 2.08 a 2.86 metros de largo. Una proporción similar entre el neurocráneo y la longitud corporal sitúa a Aegisuchus en el rango de 15 a 21 metros de largo basándose en las proporciones de los gaviales de hocico alargado, o 16 a 22 metros de largo si las proporciones se basan en cocodrilos de hocicos más cortos. Aegisuchus casi con certeza no alcanzaba las máximas longitudes, pero podría ser mucho más largo que los mayores crocodiliformes, incluyendo a Deinosuchus, Gryposuchus, Purussaurus y Sarcosuchus. Siendo un crocodiliforme "rostro de pato", Aegisuchus puede haber tenido un hocico mucho más largo con respecto a su longitud corporal que los crocodilianos actuales.

### Tejidos

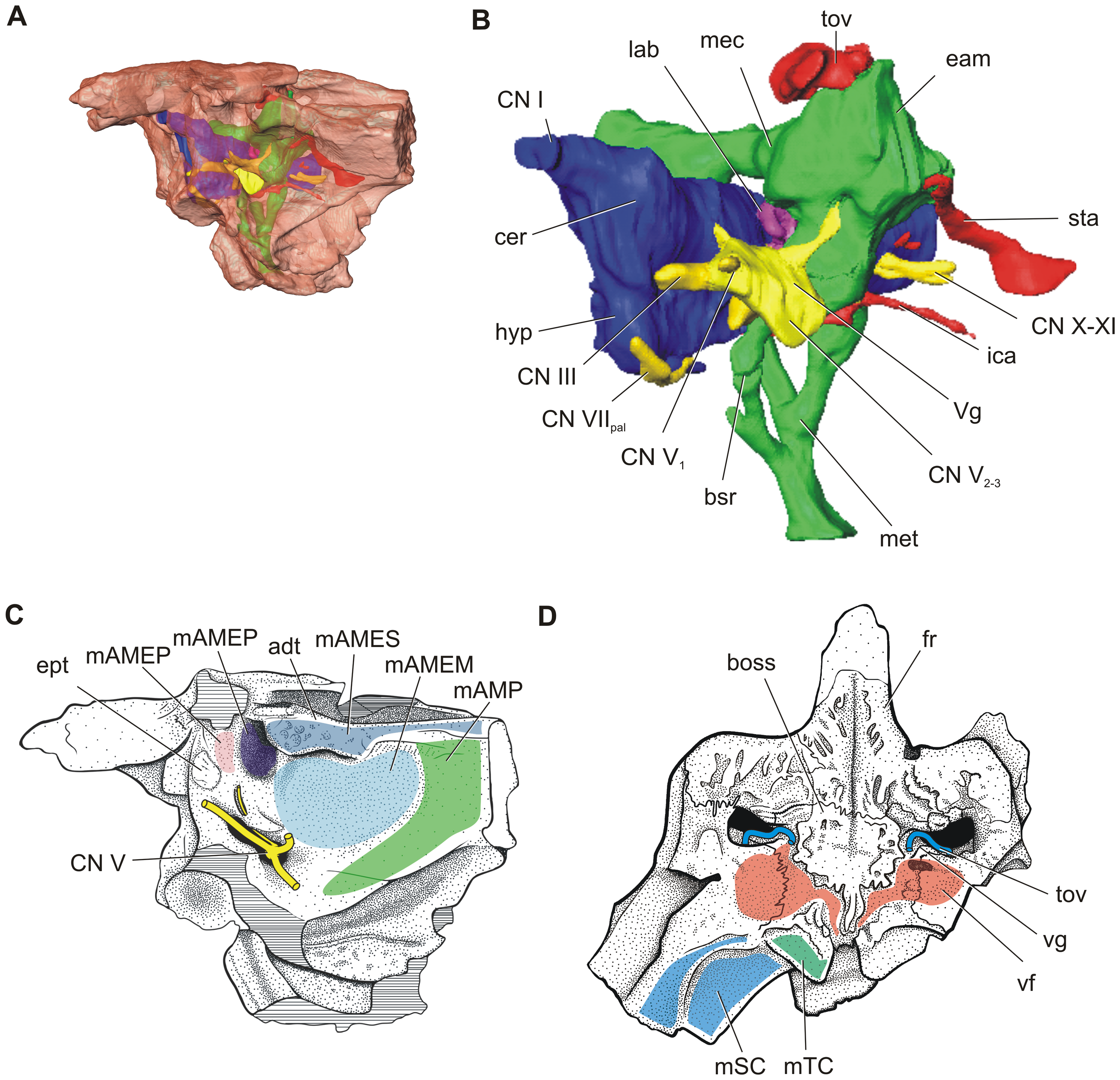
Reconstrucción en 3D del holotipo, incluyendo moldes del cerebro

La protuberancia circular de hueso rugoso sobre el cráneo es una de las características más inusuales de Aegisuchus. Como en muchos crocodilianos, la región con superficie rugosa estaba probablemente cubierta con una piel gruesa firmemente adherida al cráneo. Rodeando la protuberancia, la zona con superficie más suave tenía varios canales paralelos profundos para alojar los vasos sanguíneos, lo que sugiere que esta parte estaba cubierta por una piel gruesa y compleja. Esta vascularización no ha sido vista en ningún otro crocodiliano, y puede haber sido única de Aegisuchus. Dado que los canales de los vasos sanguíneos se dirigían al neurocráneo, el tejido vascularizado pudo haber tenido una función de termorregulación al calentar la sangre que iba hacia el cerebro y los ojos. La protuberancia central puede haber servido como órgano de despliegue durante el apareamiento, simulando ser un ocelo. Los crocodilianos modernos elevan sus cabezas por fuera del agua como un signo social en sus despliegues de apareamiento; siendo un pariente cercano a los crocodilianos, Aegisuchus probablemente pudo haber tenido rituales de apareamiento similares.

### Musculatura

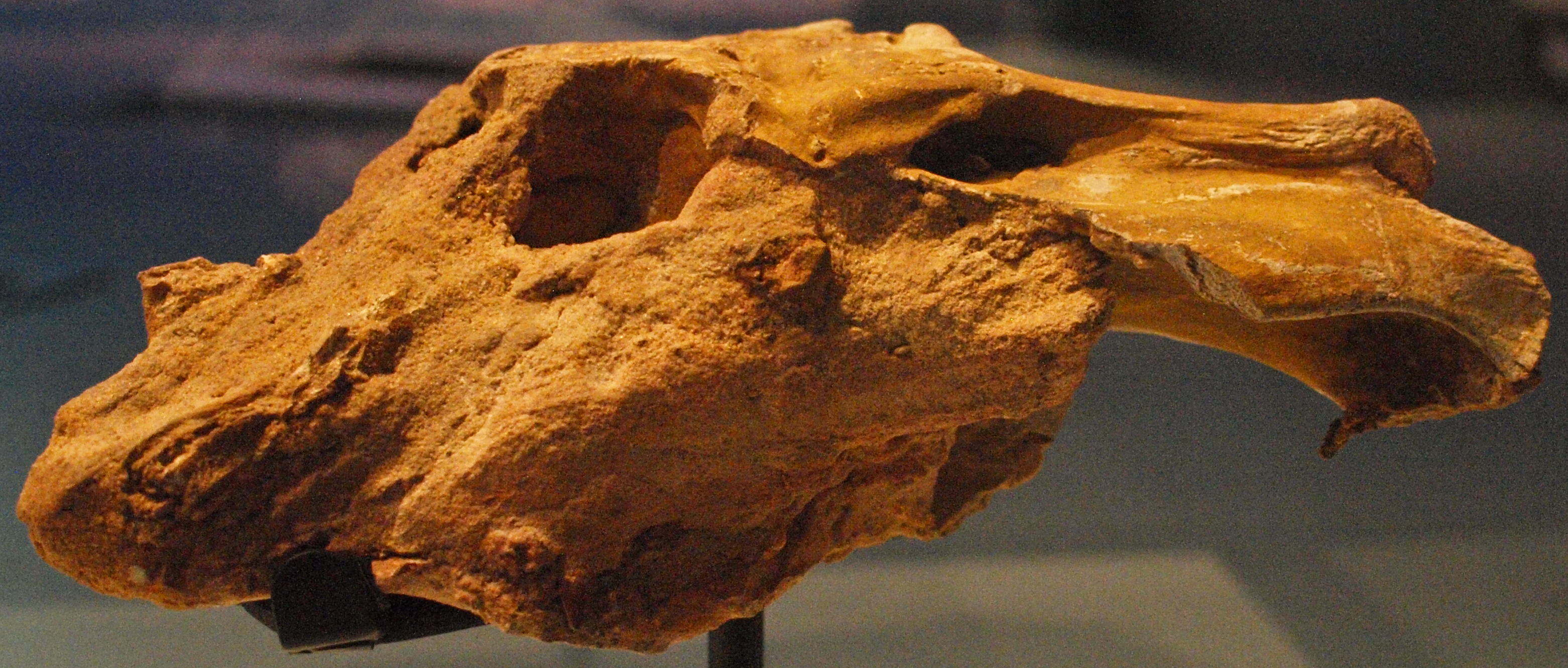
ROM 64736 en exhibición

La forma aplanada del cráneo de Aegisuchus sugiere que era un depredador de emboscada que acechaba en la superficie de agua. Aunque sólo se conoce la parte posterior del cráneo, otras características pueden ser inferidas de su pariente cercano Aegyptosuchus. Aegisuchus probablemente tenía ojos dirigidos directamente hacia arriba, sin elevados bordes alrededor de las cuencas oculares. La barra postorbital, un puntal óseo que suele estar orientado de forma vertical en muchos crocodilianos, se presenta en Aegisuchus casi horizontal. El cráneo aplanado de Aegisuchus requirió seguramente de una significativa alteración de los músculos mandibulares. Los músculos aductores, que controlan el cierre de la mandíbula, se desplazaron a una orientación más vertical en Aegisuchus. Músculos como el aductor mandibular externo medial, adquirió más importancia para la función de cerrar la mandíbula y su tamaño es mayor que el de la mayoría de los crocodilianos. La amplia superficie de la región occipital en la parte posterior proveía de una gran área de sujeción para el músculo esplenio del cuello. Con un largo hocico aplanado, Aegisuchus pudo haber tenido grandes dificultades para elevar su cabeza y abrir su boca si no hubiera tenido grandes músculos en el cuello. Una región deprimida en la parte baja de la zona posterior del cráneo sugieren que sus músculos aductores eran también grandes, facilitando la abertura de la boca. Un mecanismo similar para subir la cabeza y abrir las mandíbulas también ha sido visto en el anfibio del Triásico Superior Gerrothorax. Aegisuchus tenía una articulación muy flexible entre el cráneo y la columna vertebral, permitiéndole un mayor ángulo de elevación que en otros crocodilianos.

## Clasificación

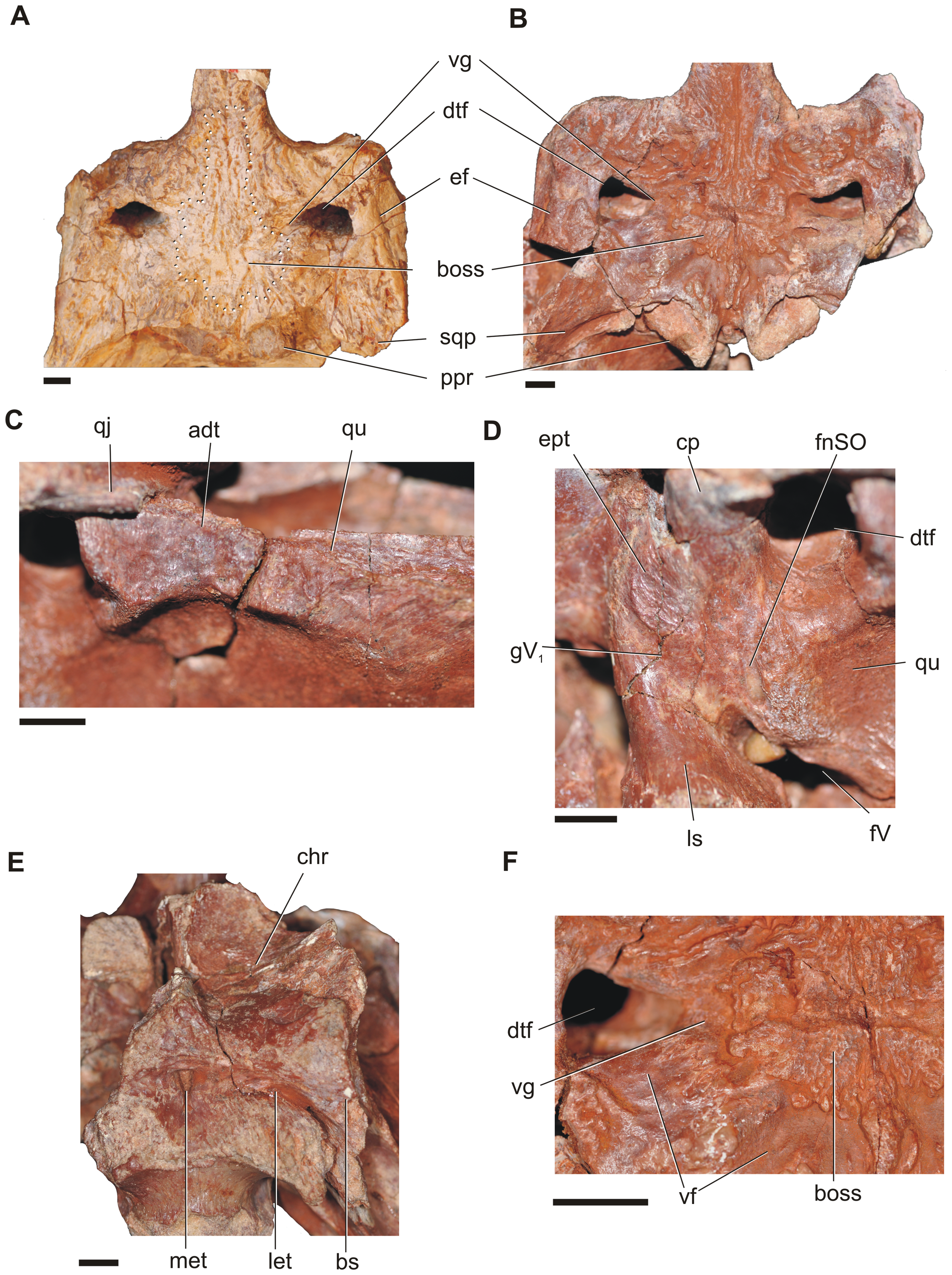
Comparación con Aegyptosuchus

|  | Theriosuchus spp.    |
|  |                      |
|  | Goniopholis spp.     |
|  |                      |
|  | Bernissartia fagesii |
|  |                      |
|  | Susisuchus anatoceps |
|  |                      |

|  | Aegisuchus witmeri    |
|  |                       |
|  | Aegyptosuchus peyerii |
|  |                       |

|  | Borealosuchus spp. |
|  |                    |
|  | Gavialoidea        |
|  |                    |
|  | Brevirostres       |
|  |                    |

|  | Aegisuchus witmeri    |
|  |                       |
|  | Aegyptosuchus peyerii |
|  |                       |

|  | Borealosuchus spp. |
|  |                    |
|  | Gavialoidea        |
|  |                    |
|  | Brevirostres       |
|  |                    |

|  | Aegisuchus witmeri    |
|  |                       |
|  | Aegyptosuchus peyerii |
|  |                       |

|  | Borealosuchus spp. |
|  |                    |
|  | Gavialoidea        |
|  |                    |
|  | Brevirostres       |
|  |                    |

|  | Aegisuchus witmeri    |
|  |                       |
|  | Aegyptosuchus peyerii |
|  |                       |

|  | Borealosuchus spp. |
|  |                    |
|  | Gavialoidea        |
|  |                    |
|  | Brevirostres       |
|  |                    |

|  | Aegisuchus witmeri    |
|  |                       |
|  | Aegyptosuchus peyerii |
|  |                       |

|  | Borealosuchus spp. |
|  |                    |
|  | Gavialoidea        |
|  |                    |
|  | Brevirostres       |
|  |                    |

|  | Aegisuchus witmeri    |
|  |                       |
|  | Aegyptosuchus peyerii |
|  |                       |

|  | Borealosuchus spp. |
|  |                    |
|  | Gavialoidea        |
|  |                    |
|  | Brevirostres       |
|  |                    |

|  | Aegisuchus witmeri    |
|  |                       |
|  | Aegyptosuchus peyerii |
|  |                       |

|  | Borealosuchus spp. |
|  |                    |
|  | Gavialoidea        |
|  |                    |
|  | Brevirostres       |
|  |                    |

|  | Aegisuchus witmeri    |
|  |                       |
|  | Aegyptosuchus peyerii |
|  |                       |

|  | Borealosuchus spp. |
|  |                    |
|  | Gavialoidea        |
|  |                    |
|  | Brevirostres       |
|  |                    |

|  | Theriosuchus spp.    |
|  |                      |
|  | Goniopholis spp.     |
|  |                      |
|  | Bernissartia fagesii |
|  |                      |
|  | Susisuchus anatoceps |
|  |                      |

|  | Aegisuchus witmeri    |
|  |                       |
|  | Aegyptosuchus peyerii |
|  |                       |

|  | Borealosuchus spp. |
|  |                    |
|  | Gavialoidea        |
|  |                    |
|  | Brevirostres       |
|  |                    |

|  | Aegisuchus witmeri    |
|  |                       |
|  | Aegyptosuchus peyerii |
|  |                       |

|  | Borealosuchus spp. |
|  |                    |
|  | Gavialoidea        |
|  |                    |
|  | Brevirostres       |
|  |                    |

|  | Aegisuchus witmeri    |
|  |                       |
|  | Aegyptosuchus peyerii |
|  |                       |

|  | Borealosuchus spp. |
|  |                    |
|  | Gavialoidea        |
|  |                    |
|  | Brevirostres       |
|  |                    |

|  | Aegisuchus witmeri    |
|  |                       |
|  | Aegyptosuchus peyerii |
|  |                       |

|  | Borealosuchus spp. |
|  |                    |
|  | Gavialoidea        |
|  |                    |
|  | Brevirostres       |
|  |                    |

|  | Aegisuchus witmeri    |
|  |                       |
|  | Aegyptosuchus peyerii |
|  |                       |

|  | Borealosuchus spp. |
|  |                    |
|  | Gavialoidea        |
|  |                    |
|  | Brevirostres       |
|  |                    |

|  | Aegisuchus witmeri    |
|  |                       |
|  | Aegyptosuchus peyerii |
|  |                       |

|  | Borealosuchus spp. |
|  |                    |
|  | Gavialoidea        |
|  |                    |
|  | Brevirostres       |
|  |                    |

|  | Aegisuchus witmeri    |
|  |                       |
|  | Aegyptosuchus peyerii |
|  |                       |

|  | Borealosuchus spp. |
|  |                    |
|  | Gavialoidea        |
|  |                    |
|  | Brevirostres       |
|  |                    |

|  | Aegisuchus witmeri    |
|  |                       |
|  | Aegyptosuchus peyerii |
|  |                       |

|  | Borealosuchus spp. |
|  |                    |
|  | Gavialoidea        |
|  |                    |
|  | Brevirostres       |
|  |                    |

## Paleoambiente
Durante el Cretácico Superior, el norte de África era una región húmeda cercana al mar de Tetis, una vía marítima entre los continentes australes de Gondwana y las masas terrestres boreales de Laurasia. En esta época, los sedimentos de la Formación Kem Kem de Marruecos fueron depositados en un sistema de delta de agua dulce. Aegisuchus vivió en este delta junto a peces, tortugas, serpientes y lagartos varánidos, pterosaurios y dinosaurios saurópodos y terópodos. Los estomatosúquidos también han aparecido en la Formación Kem Kem, y probablemente compartían un nicho ecológico cercano con Aegisuchus como depredadores ribereños.
Con su cráneo aplanado, Aegisuchus era probablemente un depredador de emboscada. Sus posibles presas incluían celacantos, peces pulmonados y bichires, de todos los cuales han sido hallados fósiles en las capas de Kem Kem. Como un depredador oportunista, Aegisuchus pudo haber depredado también vertebrados terrestres.

### Biogeografía
El Cretácico Superior fue una época importante en la evolución de los crocodilianos debido a que muchas masas terrestres se estaban separando. Lo que ahora es Europa y Asia se estaba alejando de África formando así el mar de Tetis, mientras que Norteamérica continuaba separándose del resto de Laurasia, a medida que el océano Atlántico se ampliaba. Debido a la presencia de varios crocodilianos basales como Borealosuchus, se había considerado frecuentemente que Norteamérica fue el continente originario de Crocodylia. Sin embargo, la presencia de egiptosúquidos como Aegisuchus en el norte de África sugiere que la evolución inicial de los crocodilianos estuvo centrada alrededor de la cuenca del mar de Tetis. Los egiptosúquidos representan una rama altamente especializada y endémica de crocodiliformes en una época en la que la diversidad y la distribución geográfica de los crocodilianos estaban aumentando.